# 上赤坂城
上赤坂城（かみあかさかじょう）は、大阪府南河内郡千早赤阪村上赤阪にあった日本の城。「上赤阪城」と書くこともある。別名、楠木城。小根田城、桐山城とも言う。楠木七城の一つ。「楠木城跡（上赤阪城跡）」として国の史跡に指定されている。

## 概要と沿革
鎌倉時代末期より南北朝時代に存在した楠木正成の本城である。
昭和9年（1934年）3月13日、国の史跡に指定された。
現在、遺構として、等高線に沿った横堀と曲輪が認められる。これは、戦国期に改修を受けたものだと考えられる。

## 歴史

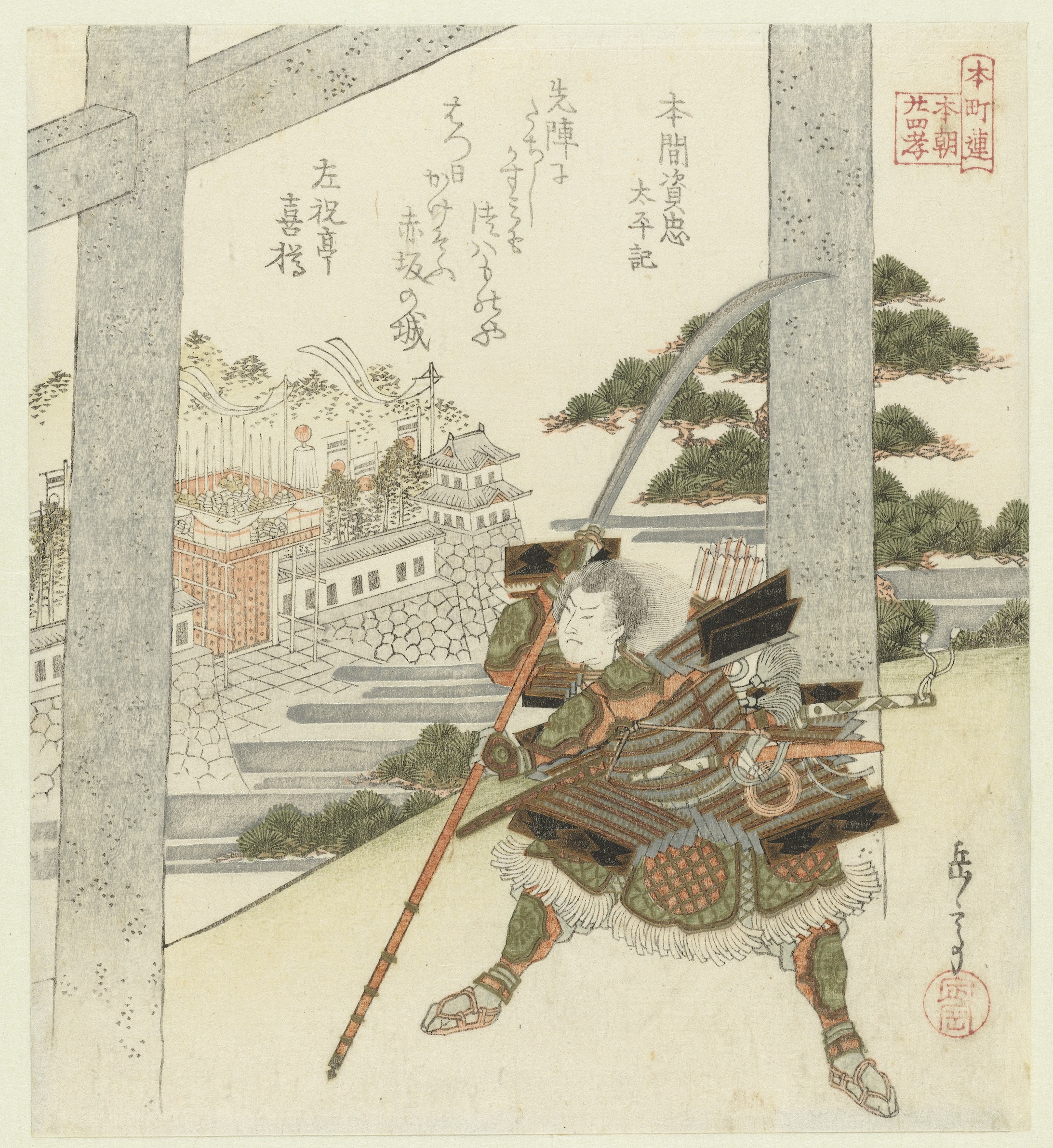
難攻不落の名城上赤坂城を攻める鎌倉幕府の若武者本間資忠。

元弘の乱の主要な舞台となった。元弘2年（1332年）の正成再挙兵後、新たに築いた当城が楠木氏の城の一つとなり、幕府軍に対抗した。元弘3年/正慶2年2月22日（1333年3月8日）に発生した上赤坂城の戦いでは、平野将監入道と楠木正季（楠木正成の弟）が、鎌倉幕府の阿蘇治時・長崎高貞・結城親光らと戦った。閏2月1日（3月17日）に上赤坂城は落城したものの、幕府軍を苦しめ、千早城で発生した千早城の戦いと合わせて、元弘の乱での後醍醐天皇勝利に大きく貢献した。
周辺の金剛山の尾根上には下赤坂城とともに猫路山城・国見山城・枡形城等の出城が築かれており、赤坂城塞群を形成していた。この城塞群は南北朝期にも南朝方の拠点となったが、延文5年/正平15年（1360年）に北朝方の手に落ちた。

## 近現代
- 大正6年（1917年）5月11日、皇太子裕仁親王（後の昭和天皇）が行啓[2]。
- 大正12年（1923年）5月25日、秩父宮雍仁親王が御成り[3]。
- 昭和3年（1928年）4月9日、久邇宮邦彦王が御成り[4]。